# Liudmyla Semykina
Liudmyla Nikolaevna Semykina (em ucraniano:  Людмила Миколаївна Семикіна; 23 de agosto de 1924 - 12 de janeiro de 2021) foi uma pintora de Odessa, na Ucrânia.

## Biografia
Liudmyla Semykina formou-se na Escola de Arte Grekov de Odessa em 1943 e no Instituto de Arte do Estado de Kiev em 1953. Ela pintou quadros de Odessa, paisagens e natureza morta. Em 1963 ela juntou-se ao Clube da Juventude Criativa em Kiev. Em 1964, Semykina criou um painel de vitral representando Taras Shevchenko furioso segurando uma mulher espancada e um livro. A mulher agredida representava a Ucrânia. Perto da pintura, a frase "Vou glorificar esses pequenos escravos mudos, vou colocar a palavra de guarda ao lado deles." Ela fez a pintura para a Universidade de Kiev, mas a Universidade destruiu a pintura. Logo depois, Semykina foi expulsa da União dos Artistas da SSR ucraniana por um ano devido às suas actividades políticas. Em 1968 ela foi expulsa por petições públicas. Ela tornar-se-ia novamente membro em 1988.